# 最優秀選手 (NFL)

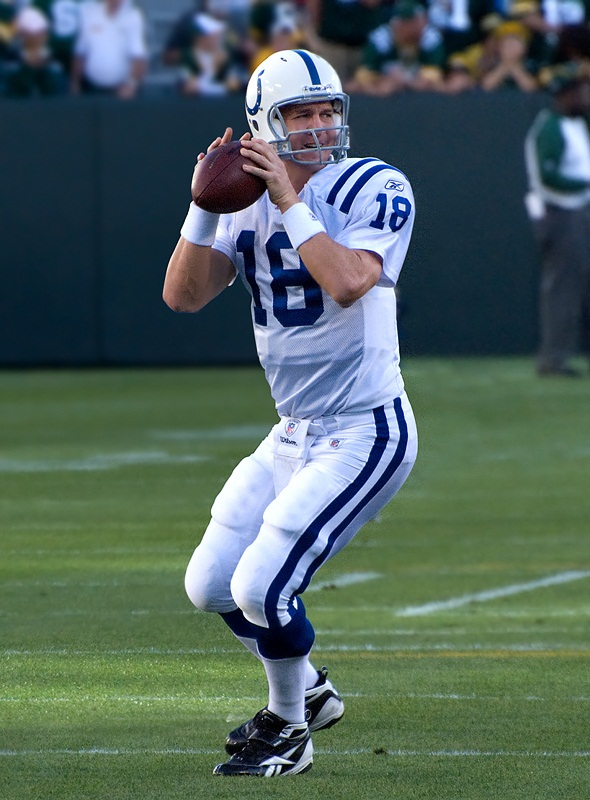
AP通信NFL最優秀選手賞を最多の5度受賞しているペイトン・マニング（QB）

NFL最優秀選手賞（エヌエフエルさいゆうしゅうせんしゅしょう、英語: National Football League Most Valuable Player Award、略称: NFL MVP）は、NFL（ナショナル・フットボール・リーグ）において、レギュラーシーズン中に最も活躍したとみなされたアメリカンフットボール選手に、様々な団体が表彰するものである。現在、NFL最優秀選手賞を授与している団体は、AP通信、プロフットボール記者協会（PFWA）、スポーティングニュースである。最初に制定された最優秀選手賞は、1938年から1946年までNFLが授与した「ジョー・F・カー・トロフィー」である。現在、AP通信によるNFL最優秀選手賞が、事実上の公式NFL最優秀選手賞とされている。 2011年シーズン以降、NFLは毎年、AP通信NFL最優秀選手賞受賞者を表彰する「NFLオナーズセレモニー」を開催している。

## NFL最優秀選手賞一覧
今までNFL最優秀選手賞とみなされた賞は以下のとおり。
| 名称                                                                               | 主催                                          | 期間            | 備考 |
| ---------------------------------------------------------------------------------- | --------------------------------------------- | --------------- | --- |
| AP通信 NFL最優秀選手賞                                                             | AP通信                                        | 1957年 - 現在   | 事実上の公式NFL最優秀選手賞                                                                                               |
| プロフットボール記者協会 NFL最優秀選手賞                                           | プロフットボール記者協会 (PFWA)               | 1975年 - 現在   | |
| スポーティングニュース NFL最優秀選手賞                                             | スポーティングニュース                        | 1954年 - 現在   | |
| ニュースペーパー・エンタープライズ協会 NFL最優秀選手賞（ジム・ソープ・トロフィー） | ニュースペーパー・エンタープライズ協会（NEA） | 1955年 - 2008年 | NFLの前身であるアメリカン・プロフェッショナル・フットボール・アソシエーション（APFA）初代会長のジム・ソープに敬意を表して |
| ジョー・F・カー・トロフィー                                                        | NFL                                           | 1938年 - 1946年 | 名前はNFLコミッショナーのジョセフ・カーから                                                                               |
| UPI通信社 NFL最優秀選手賞                                                          | UPI通信社                                     | 1948年 - 1969年 | |

## AP通信NFL最優秀選手賞
AP通信NFL最優秀選手賞（エーピーつうしんエヌエフエルさいゆうしゅうせんしゅしょう、英語: Associated Press NFL Most Valuable Player Award）は、毎年AP通信が表彰しているNFLの最優秀選手賞である。過去にも多くのNFL最優秀選手賞の選考者がいたが、現在ではAP通信のものが事実上の公式となっており、最も権威のある賞とされている。 2011年以降毎年、NFLではAP通信NFL最優秀選手賞受賞者を表彰する「NFLオナーズセレモニー」を開催しており、NFL最優秀攻撃選手賞やNFL最優秀守備選手賞やなど、他のAP通信賞とともに受賞者を表彰している。
最多受賞者はペイトン・マニングの5度、続いてアーロン・ロジャースの4度である。

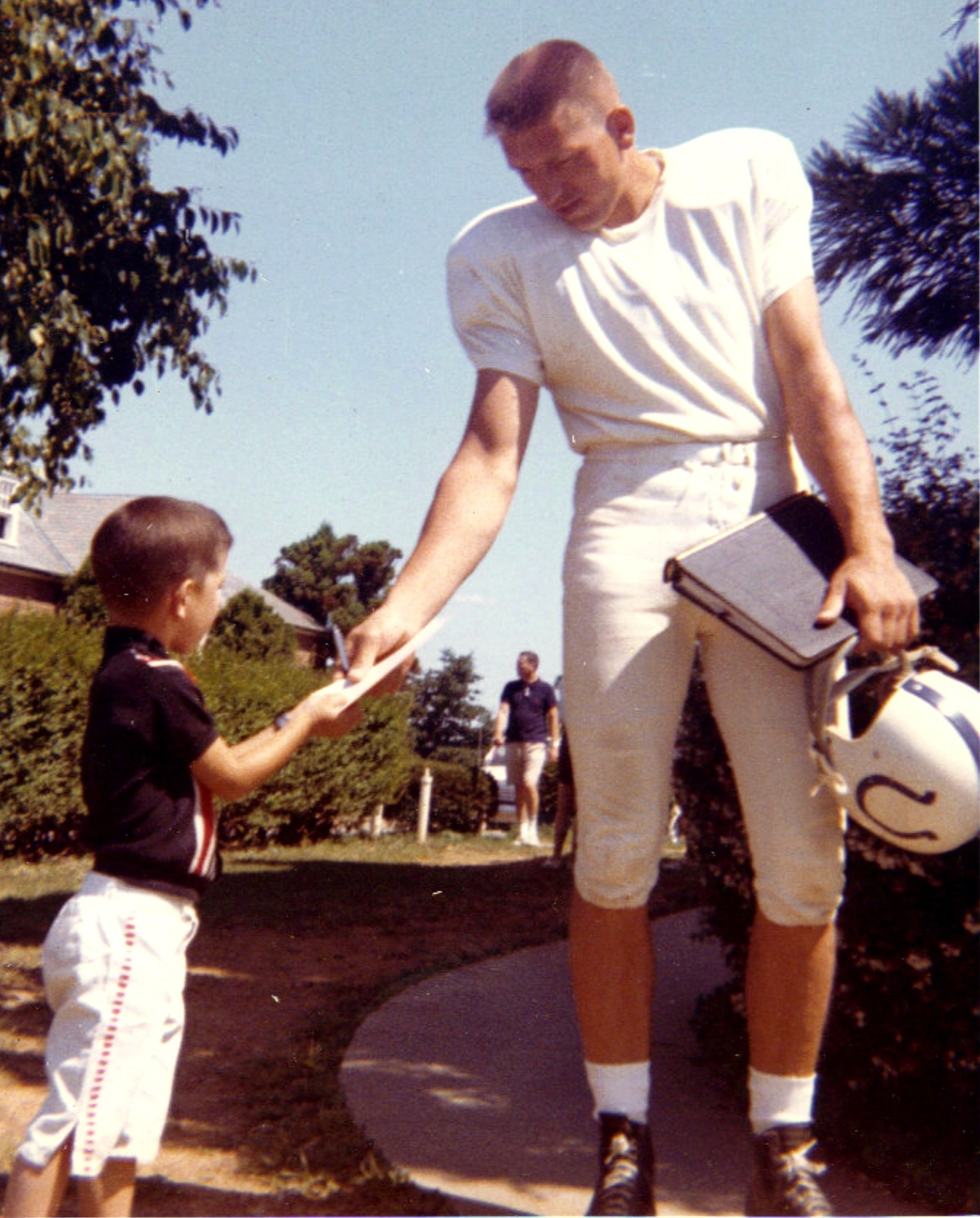
ジョニー・ユナイタス（QB）

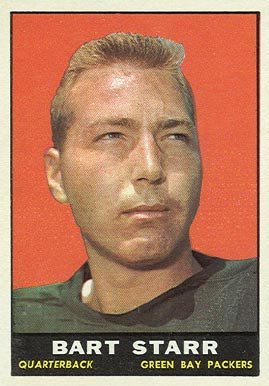
バート・スター（QB）

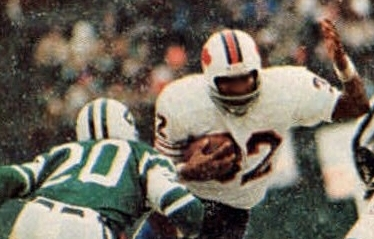
O・J・シンプソン（RB）

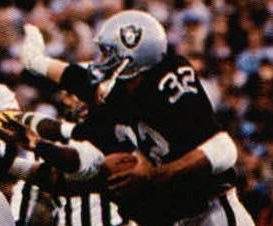
マーカス・アレン（RB）

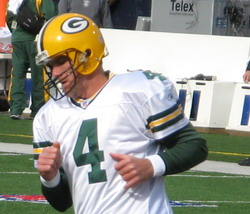
ブレット・ファーヴ（QB）

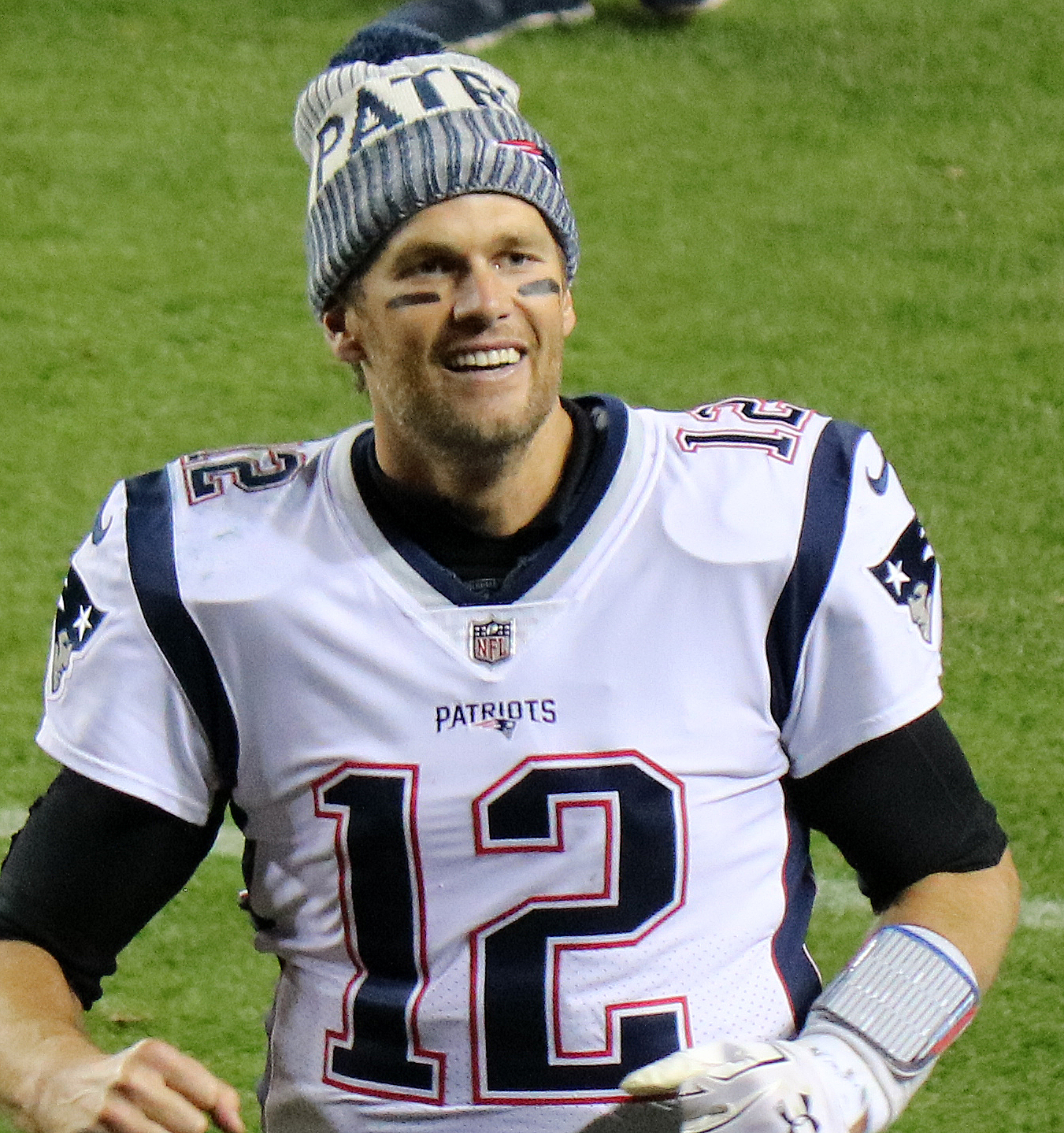
トム・ブレイディ（QB）

| 年度   | 選手                       | 所属チーム                         | ポジション                   | 備考        |
| ------ | -------------------------- | ---------------------------------- | ---------------------------- | ----------- |
| 1957年 | ジム・ブラウン             | クリーブランド・ブラウンズ         | ランニングバック（RB）       |             |
| 1958年 | ジム・ブラウン             | クリーブランド・ブラウンズ         | ランニングバック（RB）       | 2度目の受賞 |
| 1958年 | ジノ・マルケッティ         | ボルティモア・コルツ               | ディフェンシブエンド（DE）   |             |
| 1959年 | ジョニー・ユナイタス       | ボルティモア・コルツ               | クォーターバック（QB）       |             |
| 1959年 | チャーリー・コナーリー     | ニューヨーク・ジャイアンツ         | クォーターバック（QB）       |             |
| 1960年 | ノーム・バンブロックリン   | フィラデルフィア・イーグルス       | クォーターバック（QB）       |             |
| 1960年 | ジョー・シュミット         | デトロイト・ライオンズ             | ラインバッカー（LB）         |             |
| 1961年 | ポール・ホーナング         | グリーンベイ・パッカーズ           | ランニングバック（RB）       |             |
| 1962年 | ジム・テイラー             | グリーンベイ・パッカーズ           | ランニングバック（RB）       |             |
| 1963年 | Y・A・ティトル             | ニューヨーク・ジャイアンツ         | クォーターバック（QB）       |             |
| 1964年 | ジョニー・ユナイタス       | ボルティモア・コルツ               | クォーターバック（QB）       | 2度目の受賞 |
| 1965年 | ジム・ブラウン             | クリーブランド・ブラウンズ         | クォーターバック（QB）       | 3度目の受賞 |
| 1966年 | バート・スター             | グリーンベイ・パッカーズ           | クォーターバック（QB）       |             |
| 1967年 | ジョニー・ユナイタス       | ボルティモア・コルツ               | クォーターバック（QB）       | 3度目の受賞 |
| 1968年 | アール・モラル             | ボルティモア・コルツ               | クォーターバック（QB）       |             |
| 1969年 | ロマン・ゲイブリエル       | ロサンゼルス・ラムズ               | クォーターバック（QB）       |             |
| 1970年 | ジョン・ブロディ           | サンフランシスコ・49ers            | クォーターバック（QB）       |             |
| 1971年 | アラン・ペイジ             | ミネソタ・バイキングス             | ディフェンシブタックル（DT） |             |
| 1972年 | ラリー・ブラウン           | ワシントン・レッドスキンズ         | ランニングバック（RB）       |             |
| 1973年 | O・J・シンプソン           | バッファロー・ビルズ               | ランニングバック（RB）       |             |
| 1974年 | ケン・ステイブラー         | オークランド・レイダース           | クォーターバック（QB）       |             |
| 1975年 | フラン・ターケントン       | ミネソタ・バイキングス             | クォーターバック（QB）       |             |
| 1976年 | バート・ジョーンズ         | ボルティモア・コルツ               | クォーターバック（QB）       |             |
| 1977年 | ウォルター・ペイトン       | シカゴ・ベアーズ                   | ランニングバック（RB）       |             |
| 1978年 | テリー・ブラッドショー     | ピッツバーグ・スティーラーズ       | クォーターバック（QB）       |             |
| 1979年 | アール・キャンベル         | ヒューストン・オイラーズ           | ランニングバック（RB）       |             |
| 1980年 | ブライアン・サイプ         | クリーブランド・ブラウンズ         | クォーターバック（QB）       |             |
| 1981年 | ケン・アンダーソン         | シンシナティ・ベンガルズ           | クォーターバック（QB）       |             |
| 1982年 | マーク・モーズリー         | ワシントン・レッドスキンズ         | プレースキッカー（PK）       |             |
| 1983年 | ジョー・サイズマン         | ワシントン・レッドスキンズ         | クォーターバック（QB）       |             |
| 1984年 | ダン・マリーノ             | マイアミ・ドルフィンズ             | クォーターバック（QB）       |             |
| 1985年 | マーカス・アレン           | ロサンゼルス・レイダース           | ランニングバック（RB）       |             |
| 1986年 | ローレンス・テイラー       | ニューヨーク・ジャイアンツ         | ラインバッカー（LB）         |             |
| 1987年 | ジョン・エルウェイ         | デンバー・ブロンコス               | クォーターバック（QB）       |             |
| 1988年 | ブーマー・アサイアソン     | シンシナティ・ベンガルズ           | クォーターバック（QB）       |             |
| 1989年 | ジョー・モンタナ           | サンフランシスコ・49ers            | クォーターバック（QB）       |             |
| 1990年 | ジョー・モンタナ           | サンフランシスコ・49ers            | クォーターバック（QB）       | 2度目の受賞 |
| 1991年 | サーマン・トーマス         | バッファロー・ビルズ               | ランニングバック（RB）       |             |
| 1992年 | スティーブ・ヤング         | サンフランシスコ・49ers            | クォーターバック（QB）       |             |
| 1993年 | エミット・スミス           | ダラス・カウボーイズ               | ランニングバック（RB）       |             |
| 1994年 | スティーブ・ヤング         | サンフランシスコ・49ers            | クォーターバック（QB）       | 2度目の受賞 |
| 1995年 | ブレット・ファーヴ         | グリーンベイ・パッカーズ           | クォーターバック（QB）       |             |
| 1996年 | ブレット・ファーヴ         | グリーンベイ・パッカーズ           | クォーターバック（QB）       | 2度目の受賞 |
| 1997年 | ブレット・ファーヴ         | グリーンベイ・パッカーズ           | クォーターバック（QB）       | 3度目の受賞 |
| 1997年 | バリー・サンダース         | デトロイト・ライオンズ             | ランニングバック（RB）       |             |
| 1998年 | テレル・デービス           | デンバー・ブロンコス               | ランニングバック（RB）       |             |
| 1999年 | カート・ワーナー           | セントルイス・ラムズ               | クォーターバック（QB）       |             |
| 2000年 | マーシャル・フォーク       | セントルイス・ラムズ               | ランニングバック（RB）       |             |
| 2001年 | カート・ワーナー           | セントルイス・ラムズ               | クォーターバック（QB）       | 2度目の受賞 |
| 2002年 | リッチ・ギャノン           | ロサンゼルス・レイダース           | クォーターバック（QB）       |             |
| 2003年 | ペイトン・マニング         | インディアナポリス・コルツ         | クォーターバック（QB）       |             |
| 2003年 | スティーブ・マクネア       | テネシー・タイタンズ               | クォーターバック（QB）       |             |
| 2004年 | ペイトン・マニング         | インディアナポリス・コルツ         | クォーターバック（QB）       | 2度目の受賞 |
| 2005年 | ショーン・アレクサンダー   | シアトル・シーホークス             | ランニングバック（RB）       |             |
| 2006年 | ラダニアン・トムリンソン   | サンディエゴ・チャージャーズ       | ランニングバック（RB）       |             |
| 2007年 | トム・ブレイディ           | ニューイングランド・ペイトリオッツ | クォーターバック（QB）       |             |
| 2008年 | ペイトン・マニング         | インディアナポリス・コルツ         | クォーターバック（QB）       | 3度目の受賞 |
| 2009年 | ペイトン・マニング         | インディアナポリス・コルツ         | クォーターバック（QB）       | 4度目の受賞 |
| 2010年 | トム・ブレイディ           | ニューイングランド・ペイトリオッツ | クォーターバック（QB）       | 2度目の受賞 |
| 2011年 | アーロン・ロジャース       | グリーンベイ・パッカーズ           | クォーターバック（QB）       |             |
| 2012年 | エイドリアン・ピーターソン | ミネソタ・バイキングス             | ランニングバック（RB）       |             |
| 2013年 | ペイトン・マニング         | デンバー・ブロンコス               | クォーターバック（QB）       | 5度目の受賞 |
| 2014年 | アーロン・ロジャース       | グリーンベイ・パッカーズ           | クォーターバック（QB）       | 2度目の受賞 |
| 2015年 | キャム・ニュートン         | カロライナ・パンサーズ             | クォーターバック（QB）       |             |
| 2016年 | マット・ライアン           | アトランタ・ファルコンズ           | クォーターバック（QB）       |             |
| 2017年 | トム・ブレイディ           | ニューイングランド・ペイトリオッツ | クォーターバック（QB）       | 3度目の受賞 |
| 2018年 | パトリック・マホームズ     | カンザスシティ・チーフス           | クォーターバック（QB）       |             |
| 2019年 | ラマー・ジャクソン         | ボルチモア・レイブンズ             | クォーターバック（QB）       |             |
| 2020年 | アーロン・ロジャース       | グリーンベイ・パッカーズ           | クォーターバック（QB）       | 3度目の受賞 |
| 2021年 | アーロン・ロジャース       | グリーンベイ・パッカーズ           | クォーターバック（QB）       | 4度目の受賞 |
| 2022年 | パトリック・マホームズ     | カンザスシティ・チーフス           | クォーターバック（QB）       | 2度目の受賞 |
| 2023年 | ラマー・ジャクソン         | ボルチモア・レイブンズ             | クォーターバック（QB）       | 2度目の受賞 |
| 2024年 | ジョシュ・アレン           | バッファロー・ビルズ               | クォーターバック（QB）       |             |

### 複数回受賞選手
| 回数 | 選手                   | チーム                             | 年度                           | 殿堂入り 年度 |
| ---- | ---------------------- | ---------------------------------- | ------------------------------ | ------------- |
| 5    | ペイトン・マニング     | インディアナポリス・コルツ         | 2003年、2004年、2008年、2009年 | 2021年        |
| 5    | ペイトン・マニング     | デンバー・ブロンコス               | 2013年                         | 2021年        |
| 4    | アーロン・ロジャース   | グリーンベイ・パッカーズ           | 2011年、2014年、2020年、2021年 | 現役          |
| 3    | ジム・ブラウン         | クリーブランド・ブラウンズ         | 1957年、1958年、1965年         | 1971年        |
| 3    | ジョニー・ユナイタス   | ボルチモア・コルツ                 | 1959年、1964年、1967年         | 1979年        |
| 3    | ブレット・ファーヴ     | グリーンベイ・パッカーズ           | 1995年、1996年、1997年         | 2016年        |
| 3    | トム・ブレイディ       | ニューイングランド・ペイトリオッツ | 2007年、2010年、2017年         |               |
| 2    | ジョー・モンタナ       | サンフランシスコ・49ers            | 1989年、1990年                 | 2000年        |
| 2    | スティーブ・ヤング     | サンフランシスコ・49ers            | 1992年、1994年                 | 2005年        |
| 2    | カート・ワーナー       | セントルイス・ラムズ               | 1999年、2001年                 | 2017年        |
| 2    | パトリック・マホームズ | カンザスシティ・チーフス           | 2018年、2022年                 | 現役          |
| 2    | ラマー・ジャクソン     | ボルチモア・レイブンズ             | 2019年、2023年                 | 現役          |

## その他各賞受賞者

### プロフットボール記者協会NFL最優秀選手賞
- 1975年 フラン・ターケントン
- 1976年 バート・ジョーンズ
- 1977年 ウォルター・ペイトン
- 1978年 アール・キャンベル
- 1979年 アール・キャンベル
- 1980年 ブライアン・サイプ
- 1981年 ケン・アンダーソン
- 1982年 ダン・ファウツ
- 1983年 ジョー・サイズマン
- 1984年 ダン・マリーノ
- 1985年 マーカス・アレン
- 1986年 ローレンス・テイラー
- 1987年 ジェリー・ライス
- 1988年 ブーマー・アサイアソン
- 1989年 ジョー・モンタナ
- 1990年 ランドール・カニンガム
- 1991年 サーマン・トーマス
- 1992年 スティーブ・ヤング
- 1993年 エミット・スミス
- 1994年 スティーブ・ヤング
- 1995年 ブレット・ファーヴ
- 1996年 ブレット・ファーヴ
- 1997年 バリー・サンダース
- 1998年 テレル・デービス
- 1999年 カート・ワーナー
- 2000年 マーシャル・フォーク
- 2001年 マーシャル・フォーク
- 2002年 リッチ・ギャノン
- 2003年 ジャマール・ルイス
- 2004年 ペイトン・マニング
- 2005年 ショーン・アレクサンダー
- 2006年 ラダニアン・トムリンソン
- 2007年 トム・ブレイディ
- 2008年 ペイトン・マニング
- 2009年 ペイトン・マニング
- 2010年 トム・ブレイディ
- 2011年 アーロン・ロジャース
- 2012年 エイドリアン・ピーターソン
- 2013年 ペイトン・マニング
- 2014年 アーロン・ロジャース
- 2015年 キャム・ニュートン
- 2016年 マット・ライアン
- 2017年 トム・ブレイディ
- 2018年 パトリック・マホームズ
- 2019年 ラマー・ジャクソン

### スポーティングニュースNFL最優秀選手賞
- 1954年 ルー・グローザ
- 1955年 オットー・グレアム
- 1956年 フランク・ギフォード
- 1957年 ジム・ブラウン
- 1958年 ジム・ブラウン
- 1959年 ジョニー・ユナイタス
- 1960年 ノーム・バン・ブルックリン
- 1961年 ポール・ホーナング
- 1962年 Y・A・ティトル
- 1963年 Y・A・ティトル
- 1964年 ジョニー・ユナイタス
- 1965年 ジム・ブラウン
- 1966年 バート・スター
- 1967年 ジョニー・ユナイタス
- 1968年 アール・モラル
- 1969年 ロマン・ゲブリエル
- 1970年 ジョン・ブロディ（NFC）、ジョージ・ブランダ（AFC）
- 1971年 ロジャー・ストーバック（NFC）、ボブ・グリーシー（AFC）
- 1972年 ラリー・ブラウン（NFC）、アール・モラル（AFC）
- 1973年 ジョン・ヘイドル（NFC）、O・J・シンプソン（AFC）
- 1974年 チャック・フォアマン（NFC）、ケン・ステイブラー（AFC）
- 1975年 フラン・ターケントン（NFC）、O・J・シンプソン（AFC）
- 1976年 ウォルター・ペイトン（NFC）、ケン・ステイブラー（AFC）
- 1977年 ウォルター・ペイトン（NFC）、クレイグ・モートン（AFC）
- 1978年 アーチー・マニング（NFC）、アール・キャンベル（AFC）
- 1979年 オーティス・アンダーソン（NFC）、ダン・ファウツ（AFC）
- 1980年 ブライアン・サイプ
- 1981年 ケン・アンダーソン
- 1982年 マーク・モーズリー
- 1983年 エリック・ディッカーソン
- 1984年 ダン・マリーノ
- 1985年 マーカス・アレン
- 1986年 ローレンス・テイラー
- 1987年 ジェリー・ライス
- 1988年 ブーマー・アサイアソン
- 1989年 ジョー・モンタナ
- 1990年 ジェリー・ライス
- 1991年 サーマン・トーマス
- 1992年 スティーブ・ヤング
- 1993年 エミット・スミス
- 1994年 スティーブ・ヤング
- 1995年 ブレット・ファーヴ
- 1996年 ブレット・ファーヴ
- 1997年 ブレット・ファーヴ、バリー・サンダース
- 1998年 テレル・デービス
- 1999年 カート・ワーナー
- 2000年 マーシャル・フォーク
- 2001年 マーシャル・フォーク
- 2002年 リッチ・ギャノン
- 2003年 ペイトン・マニング、スティーブ・マクネア
- 2004年 ペイトン・マニング
- 2005年 ショーン・アレクサンダー
- 2006年 ラダニアン・トムリンソン
- 2007年 トム・ブレイディ
- 2008年 ペイトン・マニング
- 2009年 ペイトン・マニング
- 2010年 トム・ブレイディ
- 2011年 アーロン・ロジャース
- 2012年 エイドリアン・ピーターソン
- 2013年 ペイトン・マニング
- 2014年 アーロン・ロジャース
- 2015年 キャム・ニュートン
- 2016年 マット・ライアン
- 2017年 トム・ブレイディ
- 2018年 パトリック・マホームズ
- 2019年 ラマー・ジャクソン

### ニュースペーパー・エンタープライズ協会NFL最優秀選手賞
- 1955年 ハーロン・ヒル
- 1956年 フランク・ギフォード
- 1957年 ジョニー・ユナイタス
- 1958年 ジム・ブラウン
- 1959年 チャーリー・コナーリー
- 1960年 ノーム・バン・ブルックリン
- 1961年 Y・A・ティトル
- 1962年 ジム・テイラー
- 1963年 Y・A・ティトル、ジム・ブラウン
- 1964年 レニー・ムーア
- 1965年 ジム・ブラウン
- 1966年 バート・スター
- 1967年 ジョニー・ユナイタス
- 1968年 アール・モラル
- 1969年 ロマン・ゲブリエル
- 1970年 ジョン・ブロディ
- 1971年 ボブ・グリーシー
- 1972年 ラリー・ブラウン
- 1973年 O・J・シンプソン
- 1974年 ケン・ステイブラー
- 1975年 フラン・ターケントン
- 1976年 バート・ジョーンズ
- 1977年 ウォルター・ペイトン
- 1978年 アール・キャンベル
- 1979年 アール・キャンベル
- 1980年 アール・キャンベル
- 1981年 ケン・アンダーソン
- 1982年 ダン・ファウツ
- 1983年 ジョー・サイズマン
- 1984年 ダン・マリーノ
- 1985年 ウォルター・ペイトン
- 1986年 フィル・シムズ
- 1987年 ジェリー・ライス
- 1988年 ロジャー・クレイグ
- 1989年 ジョー・モンタナ
- 1990年 ウォーレン・ムーン
- 1991年 サーマン・トーマス
- 1992年 エミット・スミス
- 1993年 エミット・スミス
- 1994年 スティーブ・ヤング
- 1995年 ブレット・ファーヴ
- 1996年 ブレット・ファーヴ
- 1997年 バリー・サンダース
- 1998年 ランドール・カニンガム
- 1999年 カート・ワーナー
- 2000年 マーシャル・フォーク＋
- 2001年 カート・ワーナー
- 2002年 リッチ・ギャノン
- 2003年 ペイトン・マニング
- 2004年 ペイトン・マニング
- 2005年 ショーン・アレクサンダー
- 2006年 ラダニアン・トムリンソン
- 2007年 トム・ブレイディ
- 2008年 カート・ワーナー

### ジョー・F・カー・トロフィー
- 1938年 メル・ハイン
- 1939年 パーカー・ホール
- 1940年 エース・パーカー
- 1941年 ドン・ハトソン
- 1942年 ドン・ハトソン
- 1943年 シド・ラックマン
- 1944年 フランク・シンクウィッチ
- 1945年 ボブ・ウォーターフィールド
- 1946年 ビル・ダドリー

### UPI通信NFL最優秀選手賞
1948年から1969年に表彰を行った。1970年からはAFC、NFC最優秀選手賞、1975年からはAFC、NFCの最優秀守備選手賞を表彰している。
- 1948年 パット・ハーダー
- 1949年 選出せず
- 1950年 選出せず
- 1951年 オットー・グレアム
- 1952年 選出せず
- 1953年 オットー・グレアム
- 1954年 ジョー・ペリー
- 1955年 オットー・グレアム
- 1956年 フランク・ギフォード
- 1957年 Y・A・ティトル
- 1958年 ジム・ブラウン
- 1959年 ジョニー・ユナイタス
- 1960年 ノーム・バン・ブルックリン
- 1961年 ポール・ホーナング
- 1962年 Y・A・ティトル
- 1963年 ジム・ブラウン
- 1964年 ジョニー・ユナイタス
- 1965年 ジム・ブラウン
- 1966年 バート・スター
- 1967年 ジョニー・ユナイタス
- 1968年 アール・モラル
- 1969年 ロマン・ゲブリエル